# NexGen
NexGen (Милпитас) — частная полупроводниковая компания, производившая процессоры с архитектурой x86, была приобретена компанией AMD в 1996 году. Как и конкурент Cyrix, NexGen не имела производственных мощностей, занимаясь лишь разработкой и продажей процессоров. Чипы NexGen производились подразделением микроэлектроники IBM.
Наибольшей известности компания добилась за уникальную реализацию архитектуры x86 в своих процессорах. Процессоры NexGen сильно отличались от других, основанных на наборе инструкций x86, процессоров того времени: процессор мог передавать код, предназначенный для выполнения на традиционной CISC-архитектуре, на выполнение внутренней RISC-архитектуре чипа (RISC86). Эта архитектура использовалась в более поздних чипах AMD, таких как K6, и в некоторой степени сходные идеи применяются во многих сегодняшних x86 процессорах (кроме встраиваемых решений), декодирующих x86 инструкции в микрооперации.

## История
Компания была основана в 1986 году. Первая её разработка была нацелена на поколение 80386 процессоров. Но разработка оказалась долгой и сложной, она могла быть выполнена только с использованием восьми чипов вместо одного, и, к тому времени как она была завершена, индустрия перешла на использование 80486 поколения.
Вторая разработка, процессор Nx586, был представлен в 1994 и стал первым процессором, выступившим непосредственно против процессоров Intel Pentium с моделями Nx586-P80 и Nx586-P90. В отличие от конкурирующих чипов AMD и Cyrix, Nx586 был несовместим с сокетом Pentium или другим сокетом Intel и требовал особой материнской платы и чипсета (NxVL). Для чипов Nx586 NexGen предлагала материнские платы VLB и PCI.
Как и последующие Pentium-подобные процессоры от AMD и Cyrix, время от времени становившиеся более эффективными, чем Pentium, P80 работал на частоте 75 МГц, а P90 — на 93,3 МГц. К сожалению для NexGen, это показывало превосходство в производительности относительно процессоров Pentium, использующих старый чипсет. Улучшения, включенные в первую версию Intel’овского чипсета Triton, повышали производительность процессоров Pentium относительно Nx586, и NexGen испытывала трудности с удержанием своих позиций. В отличие от Pentium процессор Nx586 не имел встроенного математического сопроцессора. Nx587 поддерживал эту возможность опционально.
Впоследствии в Nx586 был включен математический сопроцессор с поддержкой инструкций x87. Используя технологию multichip model (MCM) от IBM, NexGen совместила 586 и 587 кристаллы в одном корпусе. Новое устройство, которое использовало тот же сокет, что и предыдущее, продавалось как Nx586-PF100 чтобы отличаться от Nx586-P100 без FPU.
Компания Compaq, поддержавшая NexGen финансово, опубликовала своё намерение использовать Nx586 и даже вытеснить название Pentium из руководств к их продуктам, демонстрационных материалов и с коробок, заменяя его обезличенным «586», но так никогда не применяла чипы NexGen широко.
Компания AMD приобрела NexGen, Проект Nx686 с некоторыми изменениями был выпущен как AMD K6.